# Niski udarci
Niski udarci je 3. epizoda strip serijala Ken Parker objavljena posle dve godine pazue. Epizoda je objavljena 1980. godine u Lunov magnus stripu br. 417. Imala je 91 stranicu i koštala 12 dinara (0,62 $; 1 DEM). Naslovnu stranu nacrtao je Branislav Kerac.

## Originalna epizoda
Originalna epizoda objavljena je premijerno u Italiji u avgustu 1977. godine za izdavačku kuću Cepim. Nosila je naziv I gentiluomini. Cena sveske iznosila je 350 lira (0,4 $, 0,85 DEM).

## Kratak sadržaj
Na dan 13. jula 1870. godine (pet godina posle građanskog rata), bivši oficir konfederalne vojske pokušava da sa bandom kriminalaca izvede diverziju voza u kome putuje visoki severanjački general Frazer kako bi naterao Severnjake da priznaju nezavisnost Juga. Međutim, stvari su se iskomplikovale, pa banditi uspevaju da zarobe Džuli (pojavljuje se na cenzurisanim stranama u LMS-422), ćerku bogatog oca da bi za nju barem dobili visoku otkupninu. Ken Parker kreće za njima da bi povratio pušku koju su mu razbojnici pokupili.

## Značaj epizode
Ova epizoda praktično nema značaj za početak serijala. Priča je tipična akciona vestern-priča u kojoj nema ništa od osobenosti Ken Parkera koje krase ostatak serijala (ljubav, erotika, osveta, sumnja, nesigurnost itd.) Čak je i sam akcioni aspekat priče loše odbrađen. "Ovako na papiru, zaplet ne izgleda loše, ali Berardi ne uspijeva do kraja zadržati željenu količinu napetosti pa tako ni antiklimaks na kraju ne postiže željeni efekt. Kad se tome doda 'prijelazni' Milazzov crtež koji je u ovom broju dosta eksperimentirao još uvijek tražeći svoj izričaj, rezultat nije baš sjajan."

## Naslovna strana
Dnevnik je imao politiku da domaćim crtačima prepušta crtanje naslovnih stranica, uglavnom zbog toga što su originalne naslovne stranice bile komplikovane za objavljivanje bez originalnih naslova na italijanskom. Danas ti pronblemi ne postoje, pa je kopiranje originalnih naslovnijh stranica ukinuto. Bane Kerac je svoju prvu naslovnu stranicu dobio baš za ovu epizodu Ken Parkera, ali je ona objavljena kao u ogledalu. Kerac se bio jako nervirao zbog toga, ali tadašnji urednik Petar Mojak nije imao mnogo razumevanja za tu brigu. Tako da je po Kerčevom sopstvenom priznanju, buduće stranice koje je uradio za Ken Parkera, na njima se nije mnogo angažovao. Uradio je ukupno deset naslovnih strana za Ken Parkera.

## Prethodna i naredna epizoda
Prethodna epizoda nosila je naziv Duga Puška i Dakote, a naredna Čaura protiv Parkera.